# Kuta Raya
Kuta Raya is een bestuurslaag in het regentschap Karo van de provincie Noord-Sumatra, Indonesië. Kuta Raya telt 477 inwoners (volkstelling 2010).